# Palliduphantes pallidus
Palliduphantes pallidus là một loài nhện trong họ Linyphiidae.
Loài này thuộc chi Palliduphantes. Palliduphantes pallidus được Octavius Pickard-Cambridge miêu tả năm 1871.